# المكتبة الوطنية لجمهورية التشيك
المكتبة الوطنية لجمهورية التشيك (بالتشيكية: Národní knihovna České republiky)‏ هي المكتبة المركزية في جمهورية التشيك. تدير المكتبة وزارة الثقافة. تضم المكتبة موعدا باللغة التشيكية وكتب جامعة كارلوفا ومواد قديمة من تركيا وإيران والهند. هنالك 60000 مطالعا مسجلا في هذه المكتبة.

## روابط خارجية
- الموقع الرسمي